# Frágil (álbum de Frágil)
Frágil es el tercer álbum de la banda peruana Frágil y el primer recopilatorio de toda su carrera.
Este álbum ha sido una dedicatoria y hecho con mucho cariño de Frágil para todos sus fanes.

## Lista de canciones
| N.º | Título                                     | Duración |  |
| 1.  | «Obertura»                                 |          |  |
| 2.  | «Avenida Larco»                            |          |  |
| 3.  | «Mundo Raro/Pastas, Pepas y Otros Postres» |          |  |
| 4.  | «Floral»                                   |          |  |
| 5.  | «Oda al Tulipán»                           |          |  |
| 6.  | «Le dicen Rock»                            |          |  |
| 7.  | «El Abuelo/Animales»                       |          |  |
| 8.  | «Aquella Niña»                             |          |  |
| 9.  | «La del Brazo»                             |          |  |
| 10. | «Cuánto hay»                               |          |  |
| 11. | «Como un Loco»                             |          |  |
| 12. | «Pilón»                                    |          |  |
| 13. | «Huarmi»                                   |          |  |
| 14. | «Serranio»                                 |          |  |